# Jan Baptist Maes

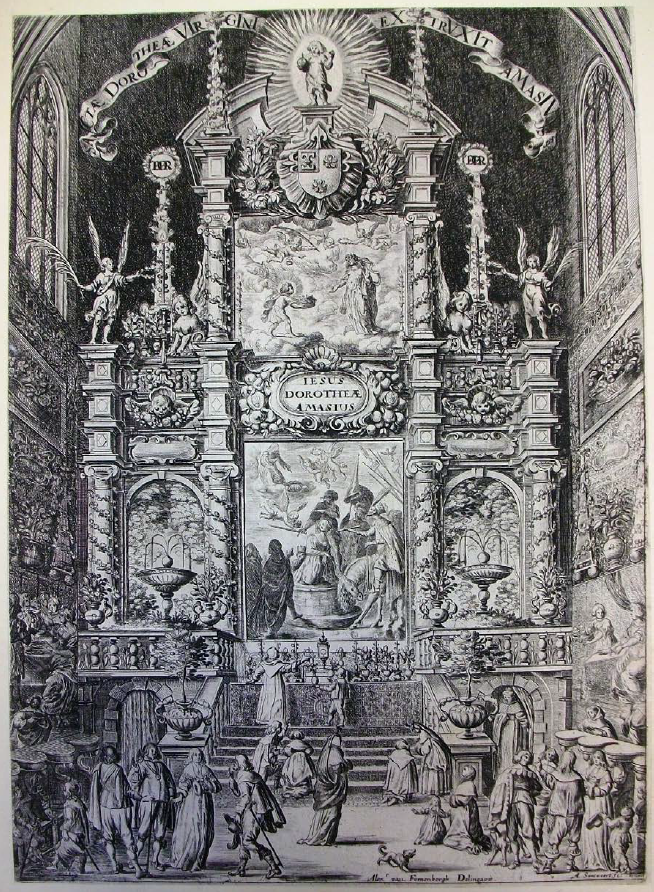
Dorothea-altaar

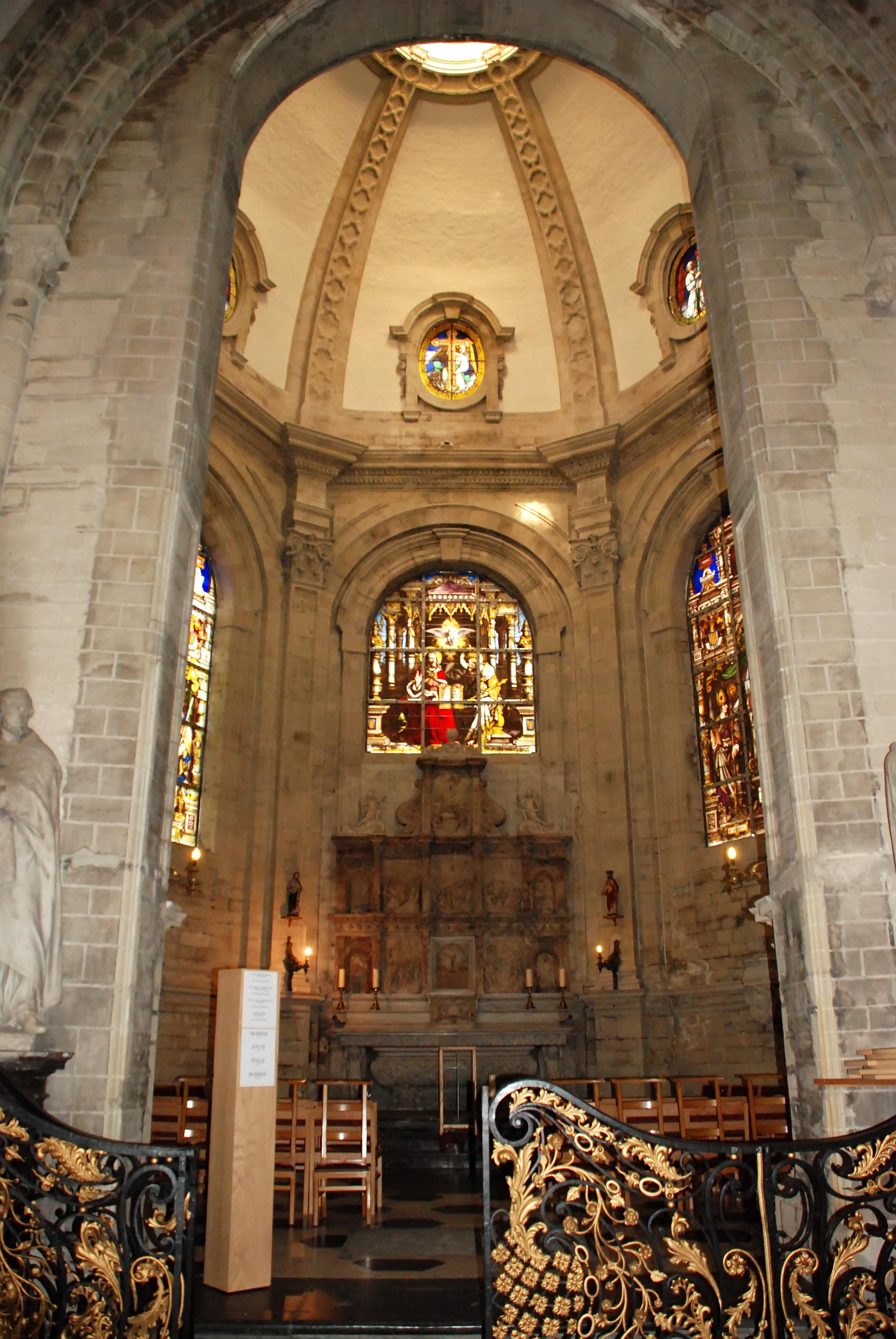
Maeskapel

Jan Baptist Maes, verlatijnst tot Masius (1586– 27 juni 1667), was een jurist en bestuurder van de Habsburgse Nederlanden.

## Levensloop
Hij was een telg uit een voorname familie van ambtsadel in de Spaanse Nederlanden. Zijn vader Engelbert Maes (1545–1630) had de Geheime Raad voorgezeten van 1614 tot zijn dood. Zelf bracht hij het tot hoofd van de Raad van Financiën, tijdens een periode waarin de oorlogen tegen de Nederlandse republiek en Frankrijk steeds zwaarder wogen op de staatskas. Hij was verantwoordelijk voor het verpanden van de kroondomeinen in 1638-44 en voor de schenking van 1645, toegestaan door de bisschoppen Antoon Triest en Jacob Boonen. Voorts was hij lange tijd superintendant voor personeelsrekrutering en bewaarder van de Vlaamse keuren.
Hij was heer van Steenkerke, Laken, Diependael, enz. In 1616 kocht hij in Mortsel het kasteel Cantecroy, maar in 1627 was hij gedwongen het te verkopen aan de converso Philip de Godines. Het volgende jaar werd Maes ridder in de prestigieuze Orde van Santiago, voorbehouden aan vierkwartsadel met onbezoedeld katholieke wortels (limpieza de sangre).
Privé was hij op 21 oktober 1615 getrouwd met Anna de Blasere (vóór 1592-1650), dochter van een Gentse patriciër. Vanaf 1630 woonden ze in het Huis van Limminghe dat Maes van zijn vader geërfd had in de Eikstraat. Ze kregen drie dochters en een zoon, maar geen ervan leefde nog in 1640. Zelf had Maes twee zussen, Helena en Adriana (1595–1645), die beide huwden in de bankiersfamilie Della Faille. Zijn erfenis zou gaan naar de kinderen van Adriana en Jan Della Faille van Nevele.

## Religieuze werken
Ondertussen voelde hij zich vrij om grote sommen te besteden aan een project waarin zielenheil, mecenaat, politiek en hobby samenkwamen: hij begiftigde de Brusselse karmelietenkerk met een prachtig hoofdaltaar, waarin schilderijen van Gaspar de Crayer verwerkt waren (1640). Het was gewijd de Sint-Dorothea en werd het brandpunt van een jaarlijks bloemenfestival georganiseerd door de Confrerie van de heilige Dorothea, waar hij proost van was. Via zijn schoonbroer Willem de Blasere was Maes vertrouwd met de laatste innovaties in serreteelt. Bovendien viel het project in de smaak aan het hof, waar de hervorming van de karmelietenorde sinds 1633 vurig gewenst werd.
Een ander prestigeproject was de herbouw van de aan Maria Magdalena gewijde straalkapel van de familie in de Sint-Michielskerk. In 1649 kreeg hij hiervoor toestemming. Hij deed in 1665 beroep op architect Leo van Heil. Maes stierf vóór de werken aan de achthoekige barokkapel gereed waren (1675-1678), maar hij ligt er toch begraven met zijn vrouw.

## Voetnoten
1. ↑  R. Vermeir, In staat van oorlog: Filips IV en de Zuidelijke Nederlanden, 1629–1648, Maastricht, 2001, p. 216–221
2. ↑  H. Coppens en M. Baelde, "De Raad van Financiën", in: E. Aerts e.a. (red.), De centrale overheidsinstellingen van de Habsburgse Nederlanden (1482–1795), Brussel, 1994, p. 497–520
3. ↑  A. Vanrie en A. Buyle, "Van herenhuis de Limminghe tot zetel van het Brussels Parlement (1700–1996)", in: De zetel van het Brussels Parlement. Historische studie, 1700–2000, Brussel, 2000, p. 9
4. ↑  Eelco Nagelsmit, Winter blooms in Brussels. Performing the miraculous at St Dorothea’s ﬂower festival, c. 1640–60, in: Simiolus, vol. 38, 2016, p. 159-172. Gearchiveerd op 17 februari 2022.
5. ↑  Grafschrift: zie Basilica Bruxellensis, sive Monumenta antiqua, inscriptiones et coenotaphia aedis DD. Michaeli archangelo et Gudilae virgini sacrae, vol. I, 1677, p. 31